# Groot-Colombia
Groot-Colombia (officieel: República de Colombia) was een federatie in Latijns-Amerika die tussen 1819 en 1830 bestond. Het grondgebied bestond uit de huidige landen Colombia, Venezuela en Ecuador, en Panama dat destijds deel uitmaakte van Colombia. De term Groot-Colombia werd pas veel later gebruikt, om verwarring met de huidige staat Colombia te vermijden.

## Staatsinrichting
Groot-Colombia, een schepping van Simón Bolívar, werd op 17 december 1819 opgericht tijdens het Congres van Angostura. Per decreet werd geregeld dat "De Republieken Venezuela en Nueva Granada vanaf heden worden samengevoegd tot een eenheid onder de glorieuze naam República de Colombia". Tijdens het Congres van Cúcuta in 1821 werd de politieke organisatie van het land vastgelegd. De stad Bogota werd aangewezen als hoofdstad en er werden nieuwe departementen gemaakt.
De constitutie gaf een grote uitvoerende macht aan de president. Regionale vicepresidenten konden bij afwezigheid van de president handelen in diens naam. De president werd gekozen door een kiescollege. Het parlement bestond uit twee kamers, die werden gekozen door de drie regio's van de republiek: Colombia, Venezuela en Quito. De regio's waren ieder opgedeeld in departementen, provincies en kantons.

## Geschiedenis
Nadat Simón Bolívar sinds 1816 enkele grote overwinningen had behaald, riep hij op 17 december 1819 in Angostura (het huidige Ciudad Bolívar) de Republiek van Groot-Colombia uit. Hij werd er zelf de eerste president van. De laatste nog achtergebleven Spanjaarden werden verslagen tijdens de historische Slag van Carabobo, op 24 juni 1821.
Gedurende de eerste jaren van zijn bestaan hielp Groot-Colombia andere provincies die nog onder Spaans gezag stonden bij hun strijd voor onafhankelijkheid. De onafhankelijkheid van Peru kon met deze hulp gerealiseerd worden. Vanwege de successen werd president Bolívar herkozen in 1826.
Kort daarna bleek de staat toch niet stabiel te zijn. Er heerste rivaliteit tussen de verschillende regio's. De federatie was opgericht door Bolívar, die droomde van een verenigd Zuid-Amerika. Maar andere leiders in die regio deelden die droom niet. Zij meenden dat er nog geen sprake was van onafhankelijkheid zolang de verschillende regio's in de federatie niet als zelfstandige naties konden opereren. In 1827 was de onderlinge rivaliteit zo groot dat de federatie de facto als uit elkaar gevallen kon worden beschouwd. In 1828 trad Bolívar teleurgesteld af als president. Dat de federatie die ontstond na het bekomen van onafhankelijkheid van Spanje uiteenviel in kleinere staten, was een van de oorzaken dat Zuid-Amerika, ondanks zijn bodemschatten, zoals goud en zilver, arm zou blijven, terwijl de Verenigde Staten economisch tot bloei kwamen.
De Nederlandse koning Willem I vatte in 1827 het plan op om een kanaal door Groot-Colombia te laten graven. Hij richtte daartoe in 1828 de Westindische Maatschappij op, voor het overgrote deel familiebezit. In 1822 had hij al besloten Colombiaanse schepen toe te laten in de Nederlandse koloniën, wat destijds de facto een erkenning van de Groot-Colombiaanse onafhankelijkheid inhield.
In de periode tot 1830 volgden verschillende presidenten en interim-presidenten elkaar in hoog tempo op. De laatste president, Rafael Urdaneta, probeerde vanuit Bogota wanhopig de eenheid te bewaren, maar tevergeefs. Na het terugtreden van Bolívar waren de spanningen dermate toegenomen dat de federatie in 1830 ophield te bestaan.
Een van de staten die voortkwamen uit de uiteengevallen federatie was de Republiek Nieuw-Granada, die in 1858 werd opgevolgd door de Granadijnse Confederatie.

## Federaties in Latijns-Amerika
In Latijns-Amerika zijn verschillende soortgelijke projecten geprobeerd, zoals de Confederatie van Peru en Bolivia en de Verenigde Staten van Centraal-Amerika. De jonge Unie van Zuid-Amerikaanse Naties, opgericht in 2008, is een nieuwe poging om toch te komen tot meer samenwerking in de regio. Anders dan bij de eerdere pogingen die alle mislukten, blijft de soevereiniteit bij deze statengemeenschap uitdrukkelijk bij de verschillende staten.

## Indeling
Het land was ingedeeld in de districten noord, centraal en zuid. Dit was verder ingedeeld in 12 departementen en 37 provincies.
- Biblioteca Nacional de España: XX5002139
- Gemeinsame Normdatei: 4527139-2
- Virtual International Authority File: 316431980